# Czyngis-chan (film)
Czyngis-chan (ros. Монгол; ang. Mongol) – kazachsko-rosyjsko-niemiecki film historyczny z 2007 roku w reżyserii Siergieja Bodrowa starszego, opowiadający o życiu Czyngis-chana.
Ma to być pierwszy z trzech filmów o tym władcy Mongołów. W roli Temudżyna wystąpił japoński aktor Tadanobu Asano. Większość zdjęć nakręcono w Chinach, głównie w Mongolii Wewnętrznej, oraz w Kazachstanie. Zdjęcia rozpoczęto w sierpniu 2005, ukończono w listopadzie 2006, a światowa premiera filmu odbyła się 31 lipca 2007 roku. Film nominowano do Oscara za najlepszy film nieanglojęzyczny jako pierwszy w historii obraz reprezentujący Kazachstan.

## Obsada
- Tadanobu Asano jako Czyngis-chan
- Sun Honglei jako Dżamuka
- Khulan Chuluun jako Börte
- Sun Benhou jako Mnich
- Ba Sen jako Jesügej
- Sai Xingga jako Chiledu
- Alina jako Oelun
- Amadu Mamadakow jako Targutaj
- He Qi jako Daj-Sechen
- Bao Di jako Todoen
- Odnyam Odsuren jako młody Temudżyn
- Bayertsetseg Erdenebat jako młoda Börte
- Amarbold Tuvshinbayar jako młody Dżamuka
- You Er jako Sorgan-Szira
- Zhang Jiong jako przywódca garnizonu Tangutów

## Fabuła
Akcja filmu zaczyna się w roku 1192 w Królestwie Tanguckim, gdzie w niewoli przybywa Temudżyn. Następnie cofa się o wiele lat wcześniej i przedstawia okoliczności wyboru żony przez dziewięcioletniego Temudżyna. Temudżyn wraz z ojcem Jesügejem wyruszyli do Merkitów, by zawrzeć z nimi pokój i zeswatać chłopca z Merkitką, jednak po drodze zatrzymali się u Deja Mądrego, przyjaciela Jesugeja, i chłopiec wybrał córkę Deja za żonę. W drodze powrotnej napotkani Tatarzy otruli Jesügeja. Osierocony Temudżyn wrócił do rodzinnej jurty, ale jedynie z racji młodego wieku uchował się z życiem. Więziony dopóki nie osiągnie dorosłości i nie zostanie zabity, zdołał uciec. Akcja przenosi się następnie do roku 1186. Dorosły już Temudżyn wraca do jurty Deja Mądrego i zabiera ze sobą czekającą na niego Börte.

## Kontrowersje
Scenariusz Bodrowa napisany wspólnie z Arifem Alijewem wzbudził kontrowersje w Mongolii z powodu przedstawienia charakteru i biografii Temudżyna, a także wyboru japońskiego aktora na odtwórcę głównej roli. Grupa mongolskich historyków oskarżyła filmowców o profanowanie i poniżanie narodowej dumy Mongołów, a w prasie wyrażono obawy, że historyczna nierzetelność twórców filmu sprawi, iż łzy pojawią się w oczach każdego Mongoła.
Bodrow odparł zarzuty, przyznając jednak, że pisząc scenariusz, oparł się na pracach kontrowersyjnego w środowisku akademickim historyka Lwa Gumilowa. Mimo to Mongolia pozostała partnerem w międzynarodowej koprodukcji.